# (473136) 2015 KD3
(473136) 2015 KD3 es un asteroide perteneciente al cinturón exterior de asteroides, descubierto el 21 de abril de 2010 por Wide-field Infrared Survey Explorer desde el telescopio espacial Wide-Field Infrared Survey Explorer (WISE), Estados Unidos.

## Designación y nombre
Designado provisionalmente como 2015 KD3.

## Características orbitales
2015 KD3 está situado a una distancia media del Sol de 3,216 ua, pudiendo alejarse hasta 3,631 ua y acercarse hasta 2,801 ua. Su excentricidad es 0,129 y la inclinación orbital 19,59 grados. Emplea 2107 días en completar una órbita alrededor del Sol.

## Características físicas
La magnitud absoluta de 2015 KD3 es 15,7.